# Slonimsky's Earbox
Slonimsky's Earbox est une pièce pour orchestre composée en 1996 par le compositeur américain John Adams, créée 11 septembre 1996 par le Hallé Orchestra sous la direction de Kent Nagano, lors du concert pour l'inauguration du Bridgewater Hall de Manchester. 
L'œuvre est construite à partir du Chant du rossignol de Stravinsky, John Adams montrant un intérêt pour les harmonies modales employées par le compositeur russe. Le style minimaliste est soumis à des techniques de contrepoint plus avancées. L'exécution en concert dure environ 13 minutes.
Par son titre, Slonimsky's Earbox (littéralement, « la boîte à oreilles de Slonimsky ») rend hommage à un ami du compositeur, le musicologue Russo-Américain Nicolas Slonimsky, qui venait de mourir. Slonimsky, longtemps éditeur du Baker's Biographical Dictionary of Musicians, était encore l'auteur du Thésaurus de gammes et progressions mélodiques (Thesaurus of Scales and Melodic Patterns), ouvrage de référence dont John Adams n'a pas manqué de tirer parti. Le compositeur décrit Slonimsky comme « un personnage d'une capacité intellectuelle déconcertante », et considère que Slonimsky's Earbox « témoigne de son esprit vif et de son inépuisable activité musicale ».